# پزشکی زایمان
پزشکی زایمان (به انگلیسی: Obstetrics) یکی از رشته‌های تخصصی پزشکی است که به بارداری، زایمان و دوران پس از زایمان (از جمله مراقبت از نوزاد) می‌پردازد. متخصص زنان و مامایی از جمله گرایش‌های مرتبط با این رشتهٔ تخصصی هستند. این تخصصِ پزشکی در ایران به «تخصص زنان و زایمان» معروف است.

## نگارخانه

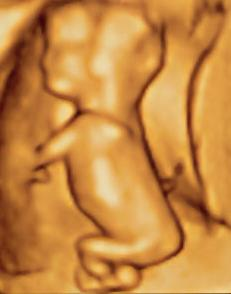
3D ultrasound of ۳-اینچ (۷۶-میلیمتر) fetus (about 14 weeks gestational age)
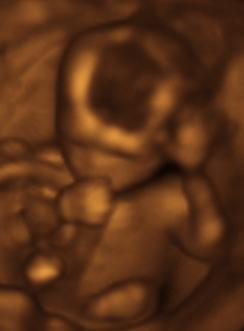
Fetus at 17 weeks
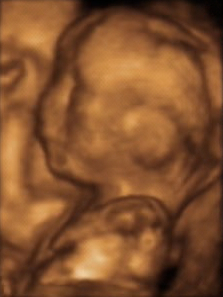
Fetus at 20 weeks